# 望月玉川
望月玉川（もちづき ぎょくせん、寛政6年（1794年） - 嘉永5年3月6日（1852年4月24日））は、日本の江戸時代後期の望月派の絵師である。名は輝、または重輝、字は子瑛、玉川、資清館と号した。

## 経歴
寛政6年（1794年）、望月派2代絵師の望月玉仙の子として京都に生まれる。翌寛政7年（1795年）に早くも父を亡くして、はじめは村上東洲に後に岸駒に師事して画法を学んだ。文化6年（1809年）の金沢城二の丸御殿障壁画作成には玉川も岸駒の弟子として参加している。その後は長崎で過ごした後に江戸に出て、四条派の絵師谷文晁の教えを受けた。玉川は同じく四条派の絵師呉春の画風を慕って大きく家法を改めて望月派3代目として一家を成し、家風である望月派に加え岸派、四条派をも取入れた情緒的な画風の山水花鳥画を得意として名を遺した。門弟に子の望月玉泉、玉川の画法の影響を受けた画家として佐藤魚大がいる。嘉永5年3月6日に玉川は死去した。墓所は京都市東山区の大雲院。

## 画像

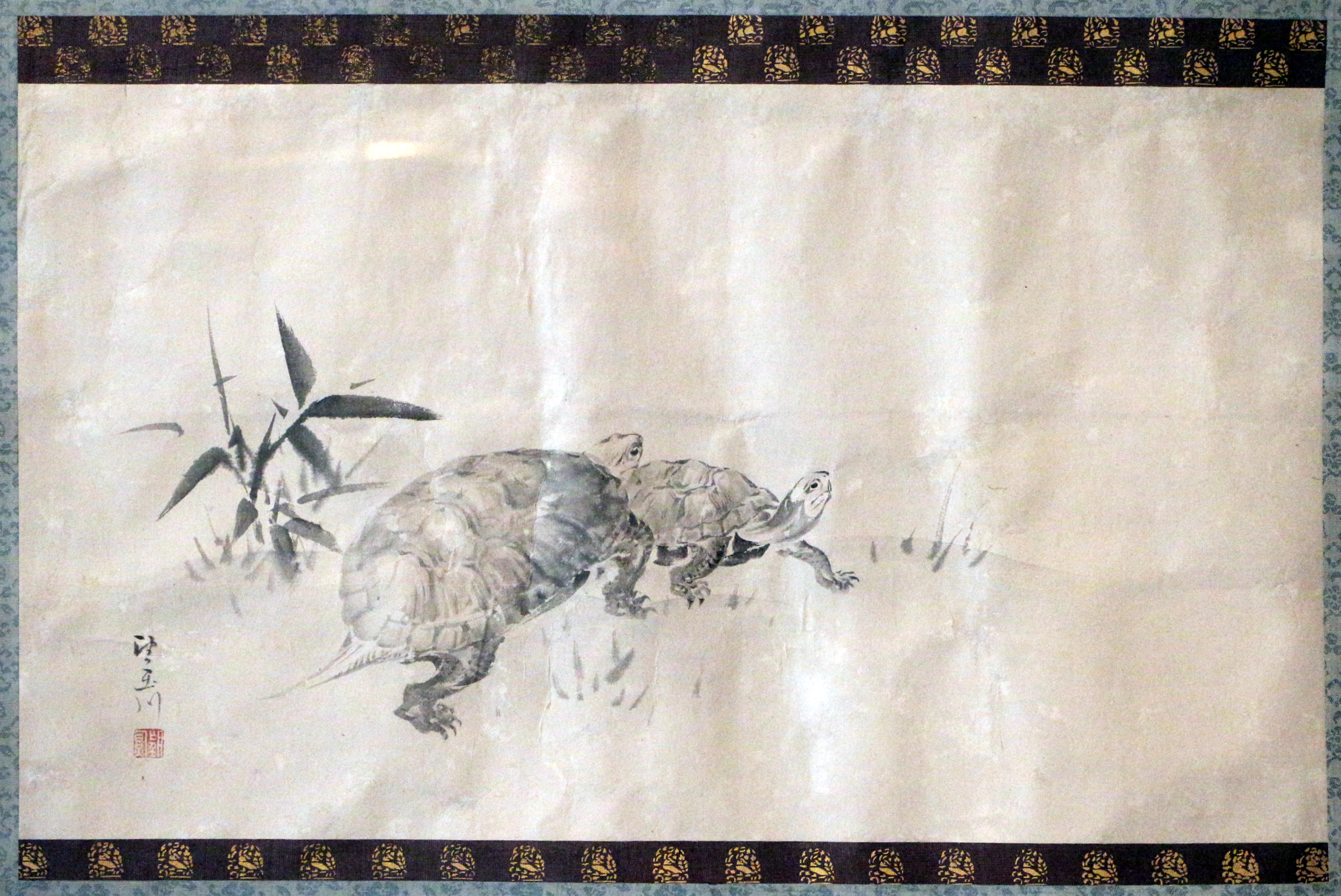
2匹の亀 国立考古学博物館 (ベネチア)
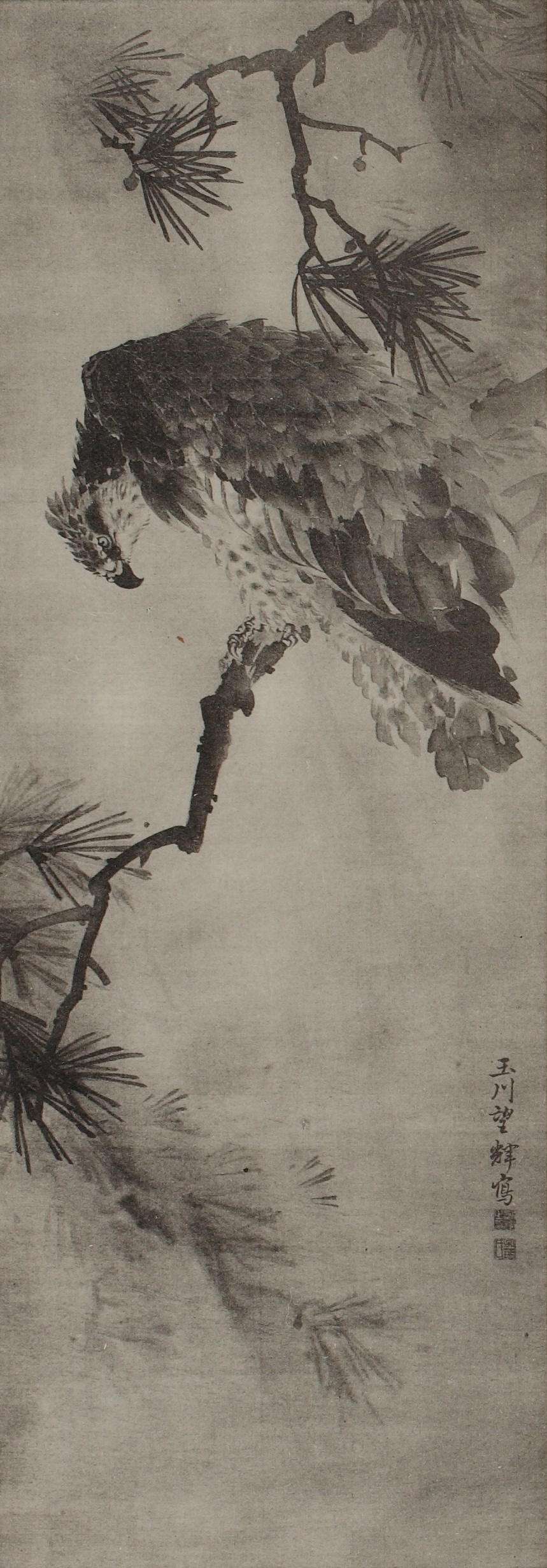
鷹図 『日本美術画報　三十六編巻三』より
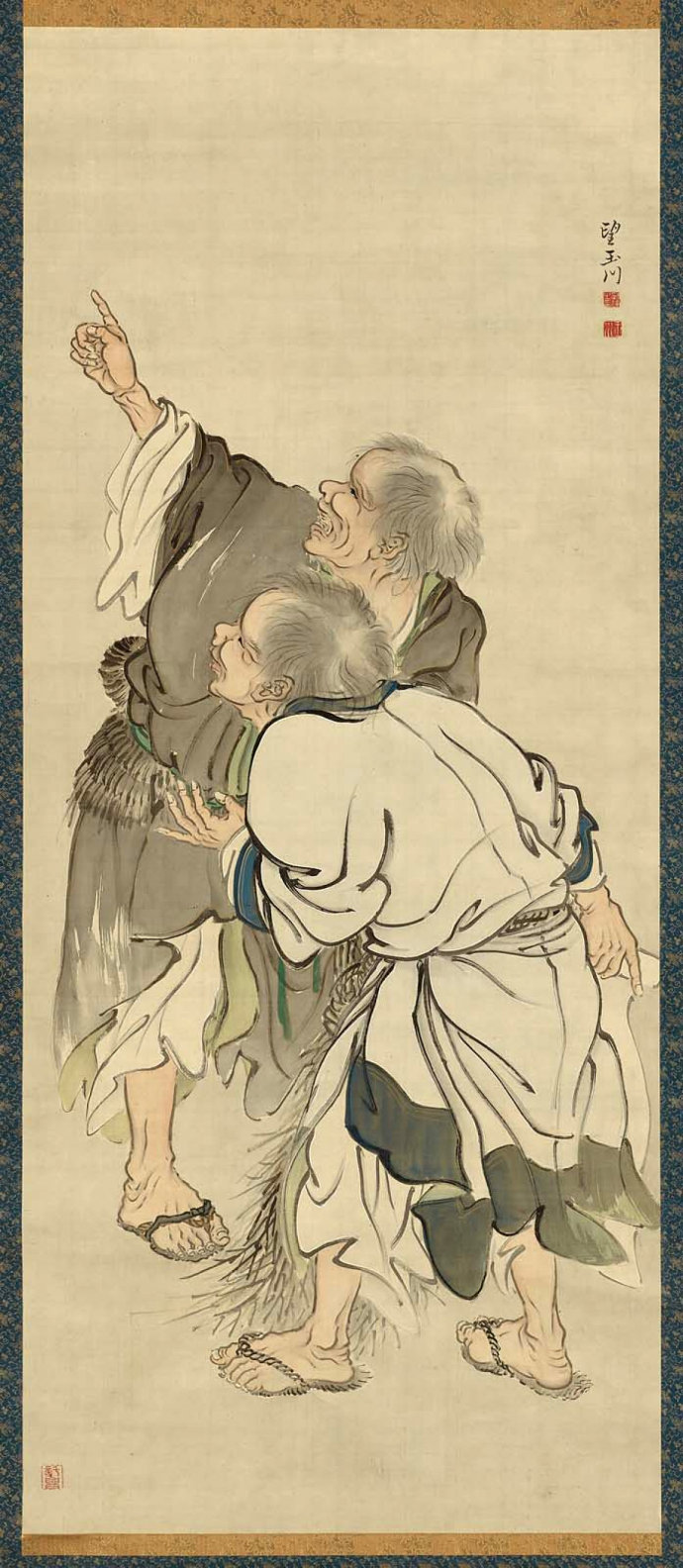
寒山拾得指月図 ボストン美術館
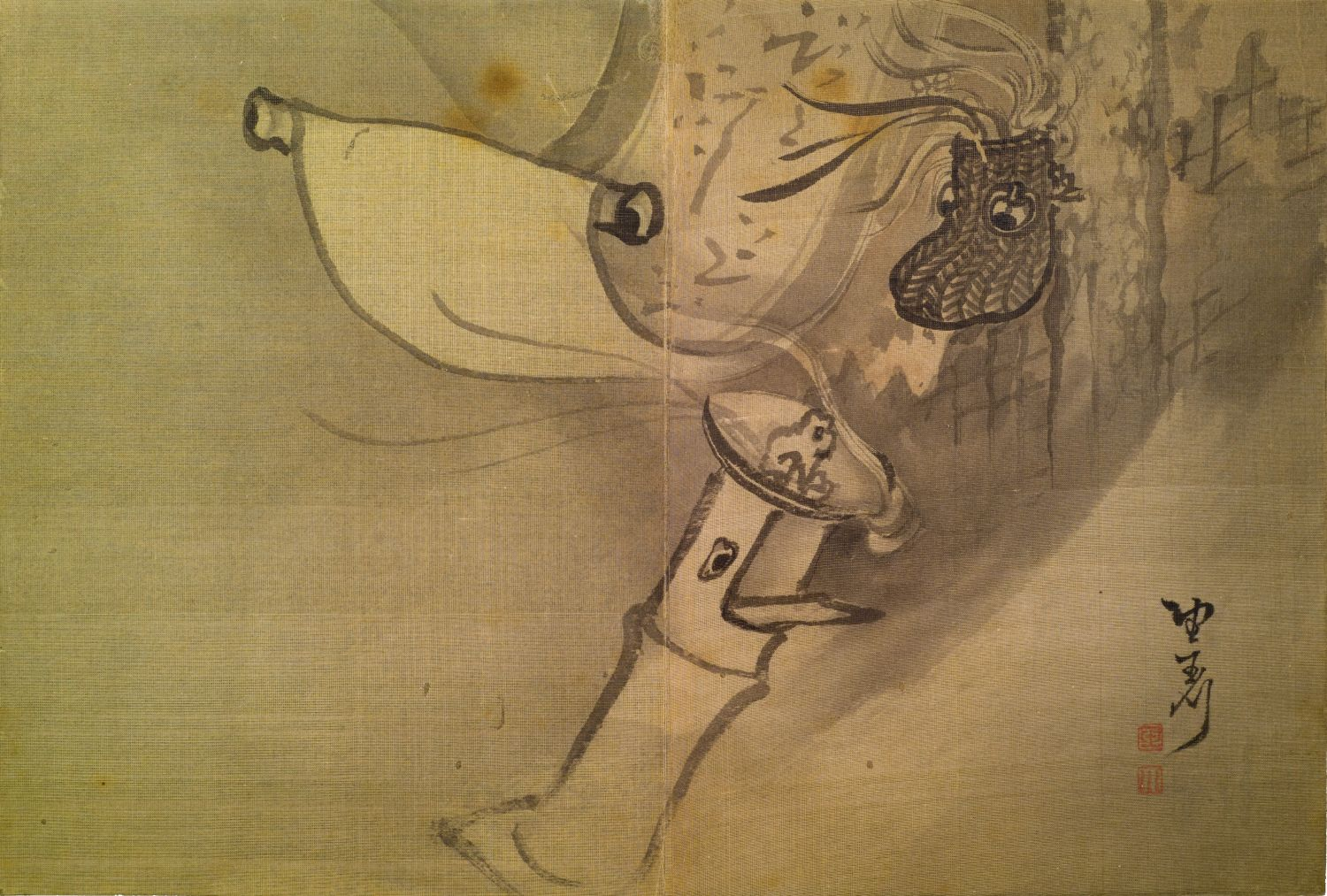
花入れ、燭台、掛け軸の化け物 『東都画家妖怪画帖』より

## 作品
| 作品名                 | 技法         | 形状・員数 | 寸法（縦x横cm） | 所有者             | 年代                   | 落款・印章                                                                | 備考                           |
| ---------------------- | ------------ | ---------- | --------------- | ------------------ | ---------------------- | ------------------------------------------------------------------------- | ------------------------------ |
| 関羽図                 | 絹本淡彩     | 1幅        | 48.2x73.1       | 草堂寺             |                        |                                                                           | 南山古梁賛。和歌山県指定文化財 |
| 山水図                 | 絹本墨画淡彩 | 1幅        | 36.7x80.8       | 個人               | 1813年（文化10年）初春 | 款記「癸酉孟春 望玉川」/「望輝」白文方印・「子瑛」朱文方印                |                                |
| eagle on rock by waves | 紙本墨画     | 六曲一隻   | 136.37×277.97   | ミネアポリス美術館 |                        | 款記「望玉川寫」                                                          |                                |
| 寒山拾得図             | 絹本著色     | 1幅        | 132.4x56.2      | ボストン美術館     |                        | 款記「望玉川」/「望輝之印」白文方印・「玉川」白文方印・「計興」朱文方印   | 上記                           |
| 雲龍図                 | 紙本墨画     | 1幅        | 127.7x55.9      | ボストン美術館     |                        | 款記「「玉川望輝寫」/「望月輝字子瑛写玉川」白文方印・「年女画員」白文方印 |                                |